# Reserva nacional El Nogalar de Los Toldos
La reserva nacional El Nogalar de Los Toldos es un área natural protegida ubicada en la provincia de Salta en Argentina. Su nombre alude a la gran cantidad de nogales criollos existentes en la zona de Los Toldos.  

## Ubicación
La reserva está ubicada a 1 kilómetro de la localidad de Los Toldos, cercana al parque nacional Baritú, en la franja de los bosques montanos y los pastizales de neblina de la provincia fitogeográfica de las yungas, a una altitud de entre 1600 y 3500 m s. n. m..
Su superficie es de 3275 ha, las que fueron cedidas a la Administración de Parques Nacionales en 2002, de las tierras correspondientes a la finca rural San José de Huayco Grande y Pedregal. Comprende parte de la cuenca media del río Guayco Grande y la totalidad de sus nacientes. Está incluida en el área de la reserva de biosfera de las Yungas, junto con el parque nacional Baritú y el parque provincial Laguna Pintascayo de Salta, y el parque nacional Calilegua y el parque provincial Potrero de Yala de Jujuy.

## Objetivos
Protección de los bosques montanos de pinos y alisos, de los pastizales de neblina (o de altura), de las nacientes del río Huayco Grande y de las especies animales. Es una de las áreas importantes para la conservación de las aves en Argentina.

## Historia previa
El área de Los Toldos perteneció a Bolivia hasta 1938. Al establecerse el límite con Bolivia por el paralelo de 22°, la ciudad boliviana de Yacuiba quedaba al sur del mismo y como consecuencia de la rectificación fronteriza debida al tratado de límites entre Argentina y Bolivia firmado el 9 de julio de 1925, y puesto en vigor el 11 de octubre de 1938, Bolivia y Argentina decidieron practicar un intercambio: Yacuiba, Saroche y Salitre quedaron en Bolivia, y los valles de los ríos de Santa Victoria, Santa Cruz y la localidad de Los Toldos, pasaron a formar parte de Argentina.
Hacia 1970 la finca San José de Huayco Grande y Pedregal funcionaba como una explotación forestal con aserraderos. En 1984 comenzó a construirse una usina hidroeléctrica en la finca, que comenzó a operar en 1992.
Luego de gestiones de ONG como la Fundación Vida Silvestre Argentina y la Fundación ProYungas, en 1999 la empresa Norandino S.A. compró la finca San José de Huayco Grande y Pedregal con el objeto de compensar por los daños ambientales producidos por el gasoducto Norandino que construyó desde Pichanal a Chile. En 2001 Norandino S.A. donó la finca a la Administración de Parques Nacionales.

## Creación y legislación
Mediante la ley n.º 7252 sancionada el 9 de octubre de 2003 la provincia de Salta cedió su jurisdicción al Estado Nacional para establecer la reserva nacional en la finca rural San José de Huayco Grande y Pedregal, ubicada en el paraje Los Toldos:

Artículo 1°- Cédese al Estado Nacional, a los fines de su afectación al régimen de la Ley N° 22.351 de Parques Nacionales, Monumentos Naturales y Reservas Nacionales, la Jurisdicción de la finca rural ubicada en la Provincia de Salta, denominada San José de Huayco Grande y Pedregal, Paraje Los Toldos, Departamento Santa Victoria, Matrícula Nº 228, cuya superficie definitiva será determinada al momento de efectuarse la mensura, en el marco de la compensación por la construcción del Gasoducto Nor Andino Argentina S.A., según consta formalmente en Escritura Pública N° 582, pasada al folio 2624 del Registro Notarial 249 de Capital Federal, aceptada por la Administración de Parques Nacionales mediante Resolución N° 133/2000, protocolizada en Escritura Pública N° 109, Folio 379 de la Escribanía General del Gobierno de la Nación.
 Artículo 2°- La cesión se realiza con el cargo de incorporar a perpetuidad el área afectada y descripta en el artículo 1° al sistema creado por la Ley Nacional N° 22.351 de "Parques Nacionales, Monumentos Naturales y Reservas Nacionales", con el fin de crear en dicho inmueble una reserva nacional, respetando los derechos preexistentes de los actuales ocupantes y las actividades allí desarrolladas, como así también el control, por parte de la Provincia de los eventuales yacimientos mineros e hidrocarburíferos, si se dispusiera la explotación de ellos.

La ley fue promulgada parcialmente por decreto n.º 2099/2003 de 29 de octubre de 2003, disponiendo:

Artículo 2º, suprimir la frase ...respetando los derechos preexistentes de los actuales ocupantes y las actividades allí desarrolladas, como así también el control, por parte de la Provincia, de los eventuales yacimientos mineros e hidrocarburíferos, si se dispusiera la explotación de ellos.

En 2004 la Administración de Parques Nacionales designó como administrador de la reserva al intendente del parque nacional Baritú y en 2006 se instaló el primer guarparque.
Por la ley nacional n.º 26129, sancionada el 2 de agosto de 2006 y promulgada por decreto n.º 1083/2006 de 22 de agosto de 2006, el Estado Nacional aceptó la cesión.

ARTICULO 1º — Acéptase la cesión de jurisdicción efectuada por la Provincia de Salta al Estado nacional a través de la Ley Provincial Nº 7252, según texto promulgado el 29 de octubre de 2003 mediante Decreto 2099/03 del Poder Ejecutivo de la mencionada provincia, sobre el área conformada por la finca rural "San José de Huayco Grande y Pedregal", ubicada en el paraje Los Toldos, Departamento Santa Victoria e identificada con Matrícula Nº 228, cuya superficie definitiva será determinada al momento de efectuarse la mensura, a los efectos de su afectación al régimen de la Ley Nº 22.351 de Parques Nacionales, Monumentos Naturales y Reservas Nacionales.
 ARTICULO 2º — Créase en el área descripta en el artículo anterior una Reserva Nacional bajo la denominación "El Nogalar de Los Toldos", afectándose la misma al régimen de la Ley Nº 22.351 de Parques Nacionales, Monumentos Naturales y Reservas Nacionales e integrándose al Sistema Nacional de Areas Protegidas dependiente de la Administración de Parques Nacionales.

El 8 de octubre de 2017 fue publicado el Plan de Gestión del Parque Nacional Baritú y Reserva Nacional El Nogalar de Los Toldos.

## Clima
El clima es tropical serrano, con una temperatura media de 29 °C en verano y 19 °C en invierno, y precipitaciones anuales de 2000 mm.

## Flora
La reserva tiene importantes bosques de nogal criollo, cedros americanos, pinos del cerro y alisos. En la flora arbórea se encuentran helechos, enredaderas y epifitas.
Algunas especies autóctonas: hierba de las pampas, llareta, romero amarillo, lapacho rosado, jacarandá, uvita del campo, tomate de árbol, cerezo de Jerusalén, ivirá o duraznillo, espinillo, yuquerí negro, muña, carqueja, quebracho, tabaquillo, camboatá, peteribí, timbó colorado, arrayán, guilli, guabiyú, talilla o quebrachillo, bejuquillo, ceibo de monte, palo rosa, laurel tucumano.

## Fauna
El área es hábitat del yaguareté y del cóndor andino, y una gran variedad de especies de aves. Algunos de los animales que se han reconocido en el área:
- Anfibios: sapo argentino o sapo grande, sapo rococó, rana picuda.
- Aves: pato torrentero, vencejo acollarado, urubú de cabeza roja, jote, gavilán bicolor, halcón tijereta, carancho, halcón montés collarejo, garza boyera, tero, tero serrano, garza silbadora.
- Mamíferos: puma, yaguarundí, chingue o zorrillo, hocicudo parameño, nuecero o ardilla boliviana.

Especies amenazadas
En peligro de extinción se encuentran las especies de aves águila solitaria, águila poma y pava carirroja; entre los mamíferos, el taruca o huemul del norte y el huemul del sur -ambos declarados monumentos naturales por la ley nacional n.º 24 702-,  el yaguareté, el lobito de río y el pecarí barbiblanco; y entre los anfibios, la rana marsupial.
Vulnerables son, entre las aves, el cóndor, el halcón montés grande, el taguató negro, el carpinterito ocelado, el chululú cabeza rojiza, el picaflor de frente azul y el piojito de los pinos; y entre los anfibios, el sapito yungueño, la rana mono yungueña, la rana hojarasca del Baritú y la rana zancuda panza oscura.

## Administración
Por resolución n.º 126/2011 de la Administración de Parques Nacionales de 19 de mayo de 2011 se dispuso que la reserva nacional encuadrara para los fines administrativos en la categoría áreas protegidas de complejidad III, por lo cual tiene a su frente un intendente designado, del que dependen 4 departamentos (Administración; Obras y Mantenimiento; Guardaparques Nacionales; Conservación y Uso Público) y la división de Despacho y Mesa de Entradas, Salidas, y Notificaciones. La intendencia tiene su sede en la ciudad de San Ramón de la Nueva Orán, unificada con la del parque nacional Baritú desde 2007.